# Franz von Pfeuffer
Franz von Pfeuffer (* 27. August 1808 in Karlsruhe; † 26. August 1883 ebenda) war ein badischer Jurist und Geheimer Legationsrat.

## Leben
Franz von Pfeuffer war ein Urenkel des kurpfälzischen Lehenpropsts, Geheimen Rats und Generalkriegsauditeurs Gabriel Ritter von Pfeuffer. Sein Vater war Edmund Franz von Pfeuffer (1769–1852), Registrator im Kriegsministerium. Seine Mutter Marie Luise von Pfeuffer († 1813) entstammte dem elsässischen Patriziergeschlecht von Geiger und war die Tochter des königlich-französischen Geheimrats von Geiger zu Weißenburg. Franz von Pfeuffer hatte drei Schwestern. Er besuchte bis 1828 das Lyzeum in Karlsruhe und studierte anschließend an der Universität München und der Universität Heidelberg. 1832 legte er die juristische Staatsprüfung ab.
Er war zunächst kurz Hilfsarbeiter im Verwaltungsdienst des Karlsruher Stadtamts und trat danach in Funktion beim Ministerium des Äußeren und des Großherzoglichen Hauses. 1836 war er vorübergehend bei der Gesandtschaft in Bern verwendet und wurde im gleichen Jahr als Legationsrat im Ministerium fest angestellt. Von 1838 bis 1840 gehörte er einstweilen der Gesandtschaft in Stuttgart an. 1843 wurde er Postrat bei der Direktion der Post und Eisenbahnen. Am 26. August 1844 heiratete er Hermine Rosa Gulat von Wellenburg (1823–1890), eine Enkelin des 1800 geadelten Daniel Gulat von Wellenburg. Ab 1850 war er wieder als Legationsrat im Ministerium tätig. 1860 erfolgte die Ernennung zum Geheimen Legationsrat. Von 1867 bis 1871 war er gleichzeitig außerordentlicher Gesandter und bevollmächtigter Minister (A.o.G.u.b.M.) am großherzoglich hessischen Hof in Darmstadt. Nach ihm wurde die dortige Gesandtschaft geschlossen. 1868 wurde von Pfeuffer zum Geheimen Rat II. Klasse ernannt. Er wurde 1872 pensioniert.
Franz von Pfeuffer war unter anderem mit Rudolf Kusel befreundet. Er malte in seiner Freizeit Aquarelle mit Landschaftsmotiven. Bilder von ihm befinden sich beispielsweise in der Staatlichen Kunsthalle Karlsruhe.

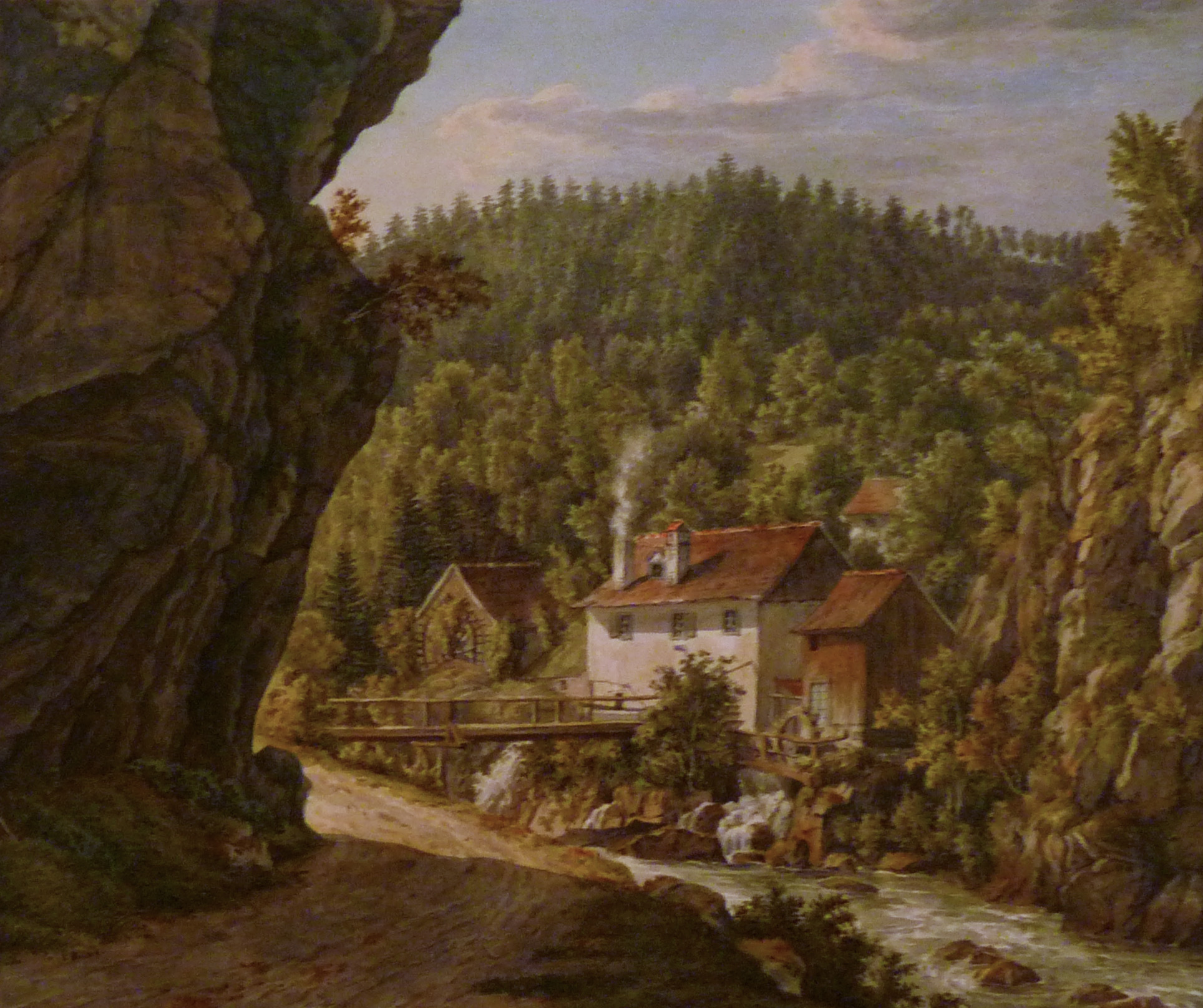
Ancien moulin près du Hohwald en Alsace, s. d., aquarelle sur traits à la mine de plomb (1865)
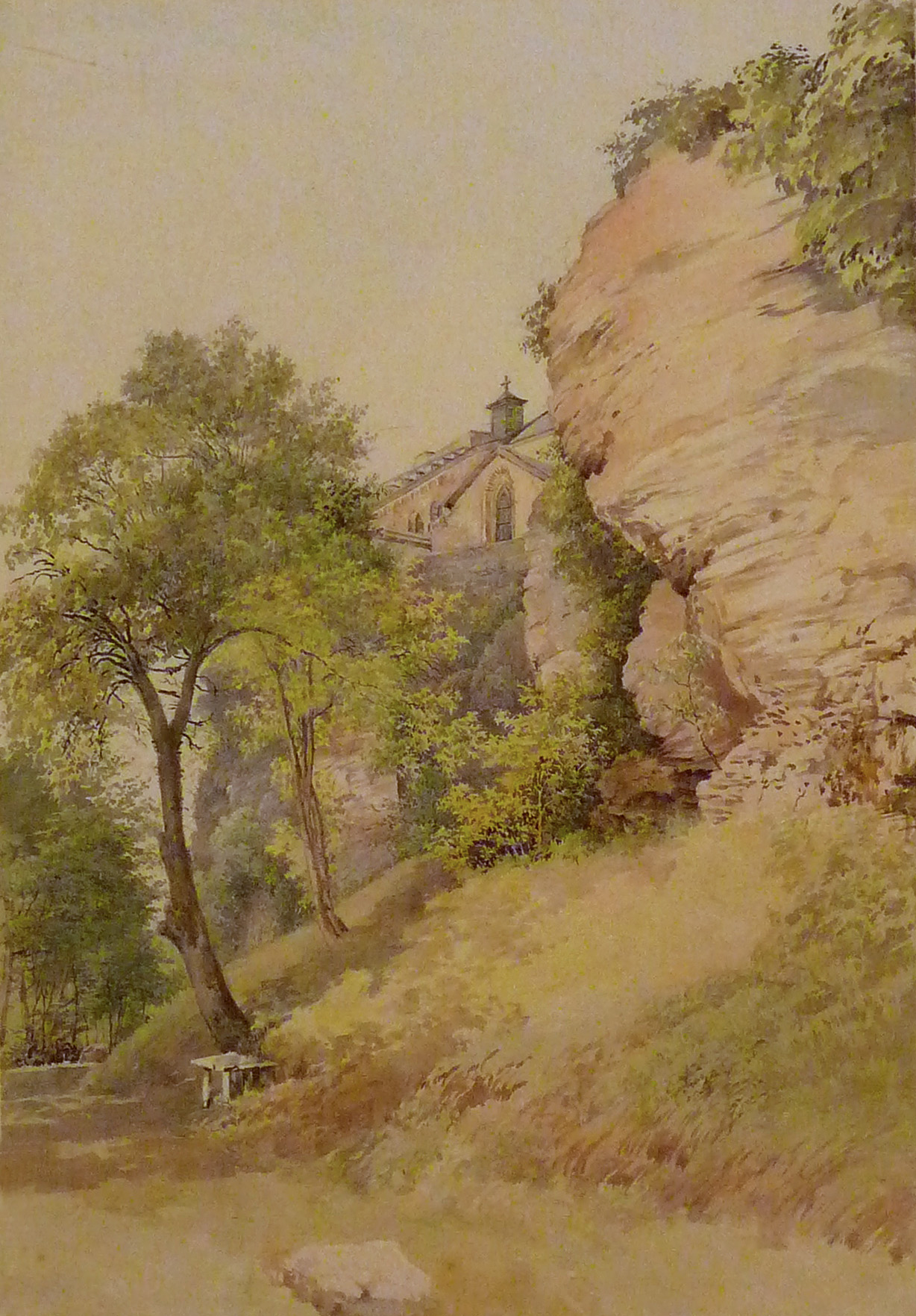
Chemin bordé de rochers en dessous du couvent de Sainte Odile en Alsace (1865)
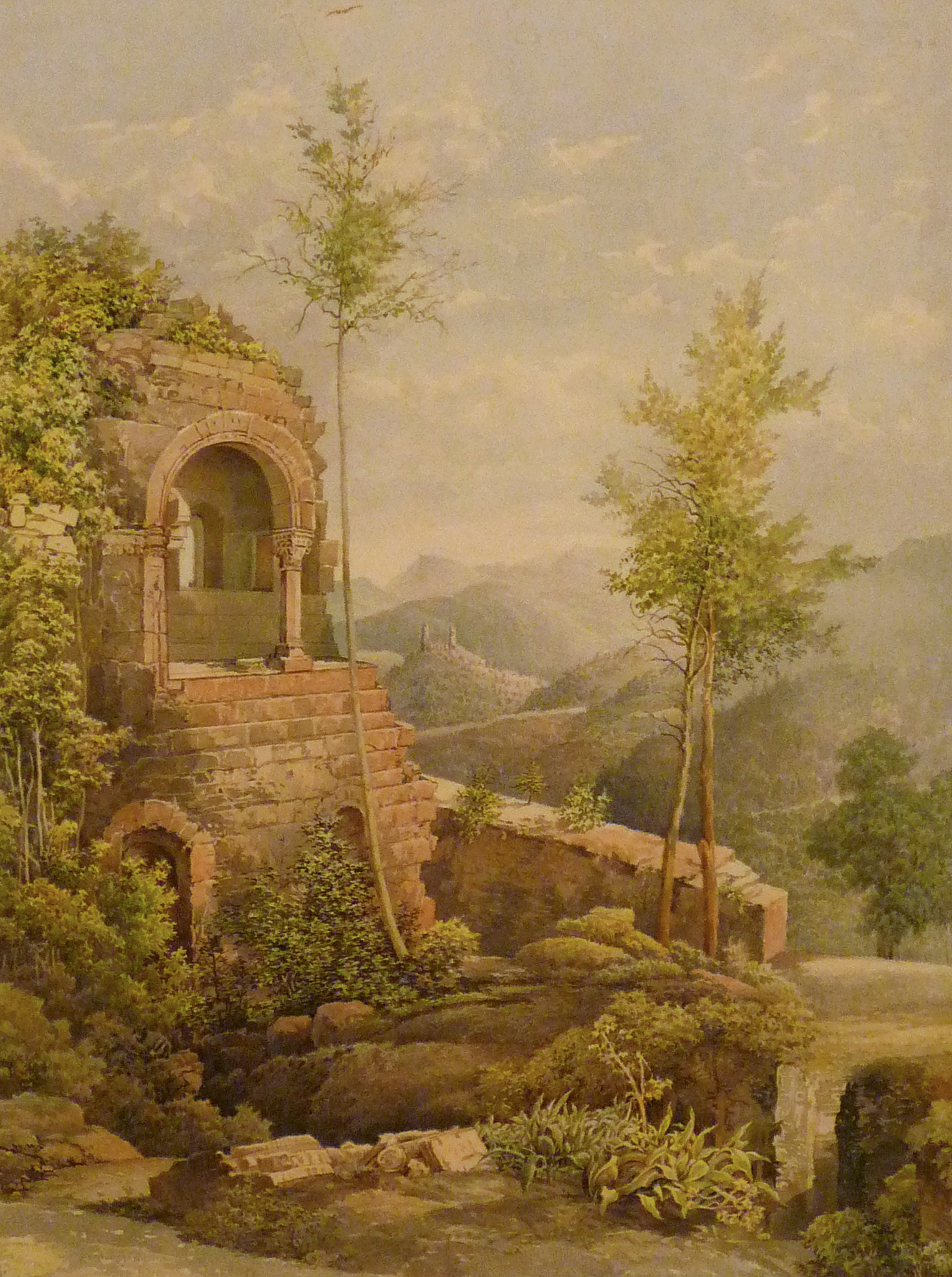
Vue de la ruine du château de Landsberg vers le château d'Andlau (1865)

## Auszeichnungen
Franz von Pfeuffer erhielt mehrere ausländische Orden. Zudem erhielt er das Kommandeurkreuz 1. Klasse des Ordens vom Zähringer Löwen.